# Французский язык во Вьетнаме

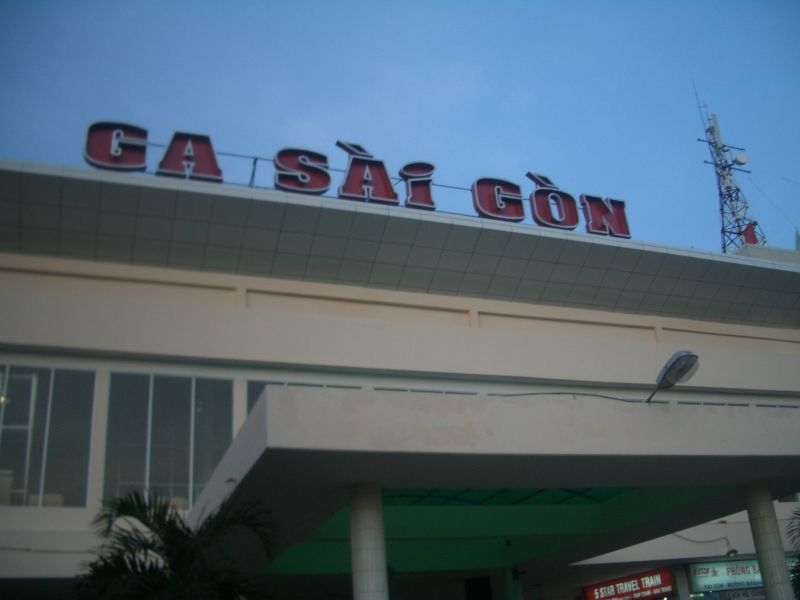
Знак на Сайгонском вокзале; слово «ga» — галлицизм

Французский язык во Вьетнаме имел официальный статус на протяжении всего периода колониального правления, оставаясь де-факто официальным языком в Южном Вьетнаме вплоть до 1975 года. Французский язык оказал влияние на вьетнамский, обогатив его целым пластом галлицизмов. В 1990-х годах франкофонное сообщество Вьетнама насчитывало 500 тысяч человек (менее 1 % населения страны), причём большинство из них пожилого возраста.
Французский язык появился во Вьетнаме в XVII веке вместе с католическими миссионерами и торговцами. Он вытеснил китайский язык из образования после колонизации: первые три года начального обучения проходили на вьетнамском с использованием новоизобретённой латинской письменности, а в последующие годы — на французском, однако надо учитывать, что и образование на французском получало меньшинство. Французский стал языком элиты к концу XIX века. В начале XX века увеличение охвата всеобщего образования вызвало также и увеличение количества владеющих французским языком. При этом многие деятели вьетнамского националистического освободительного движения отказывались использовать «язык колонизаторов». Недолгая оккупация Вьетнама Японией в 1940-х годах сопровождалась приданием вьетнамскому языку статуса официального языка делопроизводства и изъятием такого статуса у французского.
После революции 1945 года новое коммунистическое правительство полностью перевело образование на вьетнамский, оставив французский (и английский) в качестве иностранного языка, а на территории, контролировавшейся Францией, образование оставалось франкоязычным до 1954 года. С 1964 года благодаря обширным контактам с США место французского языка на юге быстро занимает английский, и в 2010-х годах французский оставался на втором месте по популярности. Количество вьетнамцев, обучающихся на французском языке, сократилось до 40 % в 1980-х годах, а в 2008 году французский преподавали как иностранный язык всего 4,5 процентам от всех учащихся в учреждениях начального, среднего и высшего образования. На французском выходит несколько вьетнамских газет, теле- и радиопередач.
Французские заимствования во вьетнамском имеют отношение к еде, одежде и новым технологиям: bơ (фр. beurre «сливочное масло»), vát (фр. cravate «галстук»), ga (фр. gare «вокзал»); их насчитывается более 1000, почти все они представляют собой существительные. Из-за несоответствия фонетического строя двух языков при заимствовании французские слова претерпевали регулярные преобразования, к примеру, конечнослоговый /ʁ/ либо отбрасывается в конце слова (ga), либо превращается в /k/ (coóc xê от corset).